# Santa Lucia Stroncone-Observatorium
Das Santa Lucia Stroncone-Observatorium (Osservatorio Astrometrico Santa Lucia Stroncone) ist ein astronomisches Observatorium in Stroncone in der Region Umbrien, circa 6 km südlich der Stadt Terni. Es ist mit dem IAU-Code 589 registriert. Die astronomischen Koordinaten sind 42° 30′ 55″ N, 12° 38′ 24″ O.
Die Sternwarte liegt auf einer Höhe von 350 m s.l.m. Sie ist, neben mehreren kleineren Teleskopen, mit einem 500-mm-Ritchey-Chrétien-Cassegrain-Teleskop ausgestattet und dient hauptsächlich der Entdeckung von Asteroiden. Im Zeitraum von 1993 bis 1999 wurden insgesamt 54 Asteroiden entdeckt.